# Latarnia morska Abruka
Latarnia morska Abruka (est. Abruka tuletorn, sihi ülemine) – latarnia morska zbudowana na wyspie Abruka. Na liście świateł nawigacyjnych Estonii – rejestrze Urzędu Transportu Morskiego (Veeteede Amet) w Tallinnie – ma numer 972.

Pierwsza latarnia morska w tym miejscu została zbudowana w 1897 roku jako 28-metrowa drewniana wieża. W okresie I wojny światowej została przebudowana i podwyższona do 36 m. 

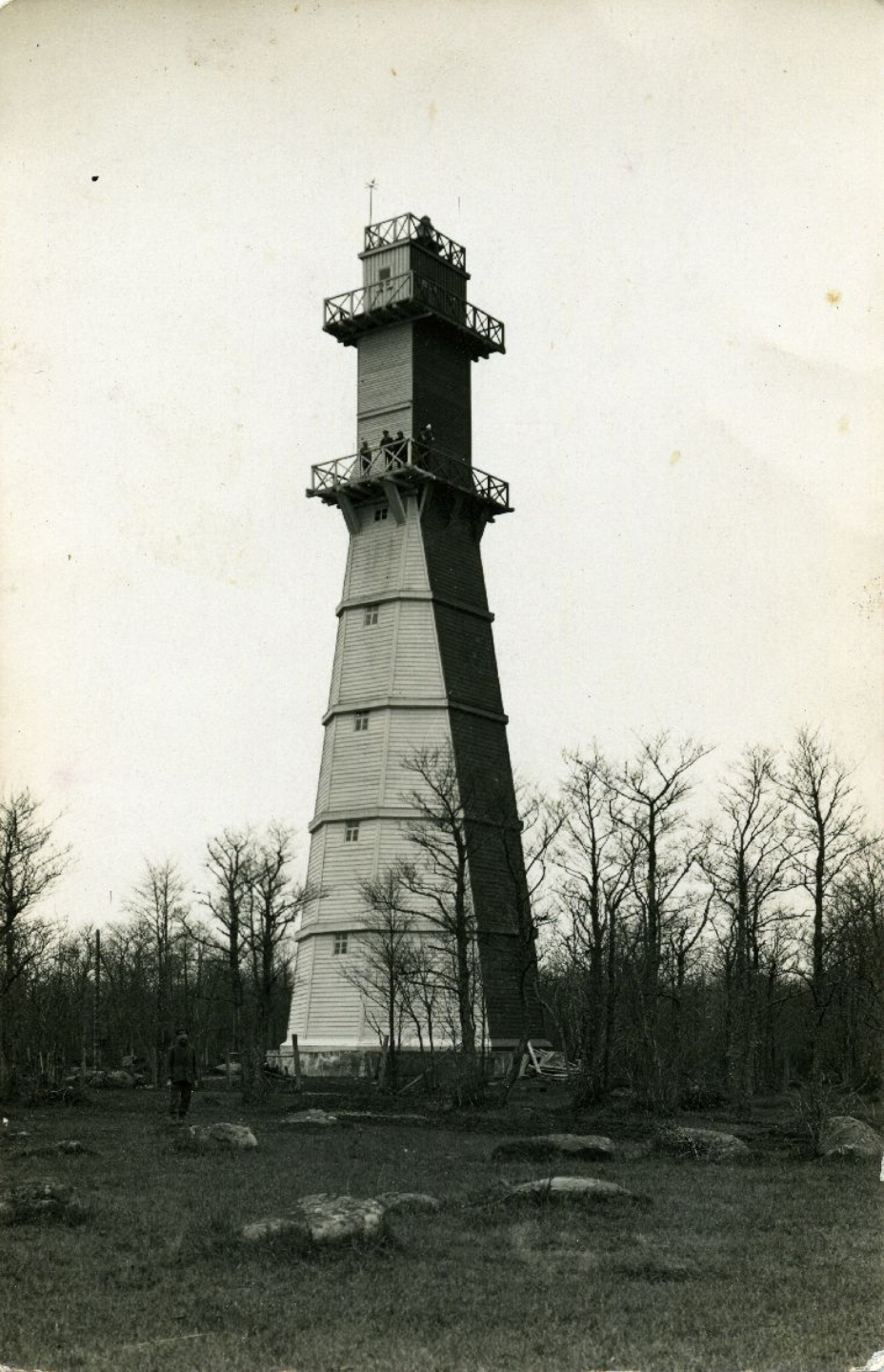
Latarnia z lat trzydziestych XX w.

Była wówczas najwyższym drewnianym budynkiem na terenie Estonii.
W 1931 roku drewniana wieża została zastąpiona przez żelbetonową konstrukcję o tej samej wysokości i średnicy tylko 2 m. Została zaprojektowana przez Ferdinanda Adoffa i wykonana przez firmę Arronet and Boustedt.
Zasięg światła wynosił 9 Mm. Jego charakterystyka to: 2 + 2 = 4 s.